# Aciduria orótica
La aciduria orótica es una enfermedad que causa eliminación de ácido orótico por la orina. Puede tener varias causas, una de ellas es un trastorno de origen genético por déficit enzimático que se llama aciduria orótica hereditaria.

## Aciduria orótica hereditaria

Patrón de herencia autosómica recesiva

La aciduria orótica hereditaria es un raro trastorno de origen genético que está causado por una deficiencia grave de la enzima  uridina 5'-monofosfato sintasa, por lo que se incluye dentro de los errores congénitos del metabolismo. Se transmite de padres a hijos según un patrón autosómico recesivo, lo que significa que para que un niño presente la enfermedad debe haber recibido en su herencia genética una copia del gen anómalo de cada uno de sus dos progenitores. (Otras enzimas afectadas en la aciduria orótica pueden ser: "orotato fosforribosil transferasa" y "OMP descarboxilasa")
Se trata de un trastorno muy infrecuente del que se han descrito un número reducido de casos a nivel mundial. La mutación se encuentra localizada en el cromosoma 3q13. Los síntomas principales consisten en retraso mental, velocidad de crecimiento ralentizada, anemia megaloblástica y excreción de ácido orótico por la orina que provoca depósito de cristales de esta sustancia en el tracto urinario y obstrucciones a nivel de la uretra y los uréteres que pueden ocasionar mal funcionamiento renal.
El tratamiento consiste en la administración de uridina que habitualmente provoca mejoría o desaparición de los síntomas y disminuye la excreción urinaria de ácido orótico.